# Glock
Glock é uma série de pistolas semiautomáticas com armação de polímero, com sistema de funcionamento por curto recuo basculante do cano, com culatra no sistema delayed blowback (blowack com atraso – sistema desaferrolhado). Projetada e produzida pela fabricante austríaca Glock Ges.m.b.H. A pistola entrou no serviço militar e policial austríaco em 1982, após ter tido o melhor desempenho em testes de confiabilidade e segurança.
Apesar da resistência inicial do mercado em aceitar uma considerada "arma de plástico" devido a preocupações com durabilidade e confiabilidade – que se provaram infundadas, bem como temores de que o uso de uma armação de polímero possa contornar detectores de metais em aeroportos, também infundados, as pistolas Glock se tornaram a linha de produtos mais lucrativa da empresa, além de fornecê-la a forças armadas nacionais, agências de segurança e forças policiais em pelo menos 48 países. Glocks também são armas de fogo populares entre civis para tiro recreativo e de competição, defesa doméstica e pessoal e porte velado ou ostensivo.

## História
O fundador da empresa, o engenheiro-chefe Gaston Glock, não tinha experiência com design ou fabricação de armas de fogo na época em que sua primeira pistola, a Glock 17, estava sendo prototipada. Glock tinha vasta experiência com polímeros sintéticos avançados, o que foi fundamental para o design da primeira linha comercialmente bem-sucedida de pistolas com uma armação de polímero. Glock introduziu a carbonitretação ferrítica na indústria de armas de fogo como um tratamento anticorrosão de superfície para peças metálicas das armas.

### Desenvolvimento

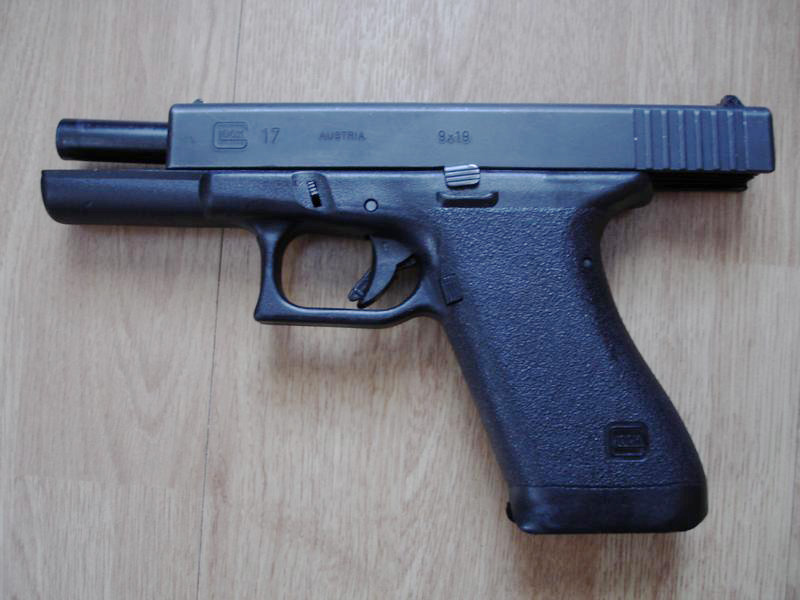
Uma Glock 17 de "primeira geração" com o ferrolho trancado para trás, exibindo a inclinação vertical do cano.

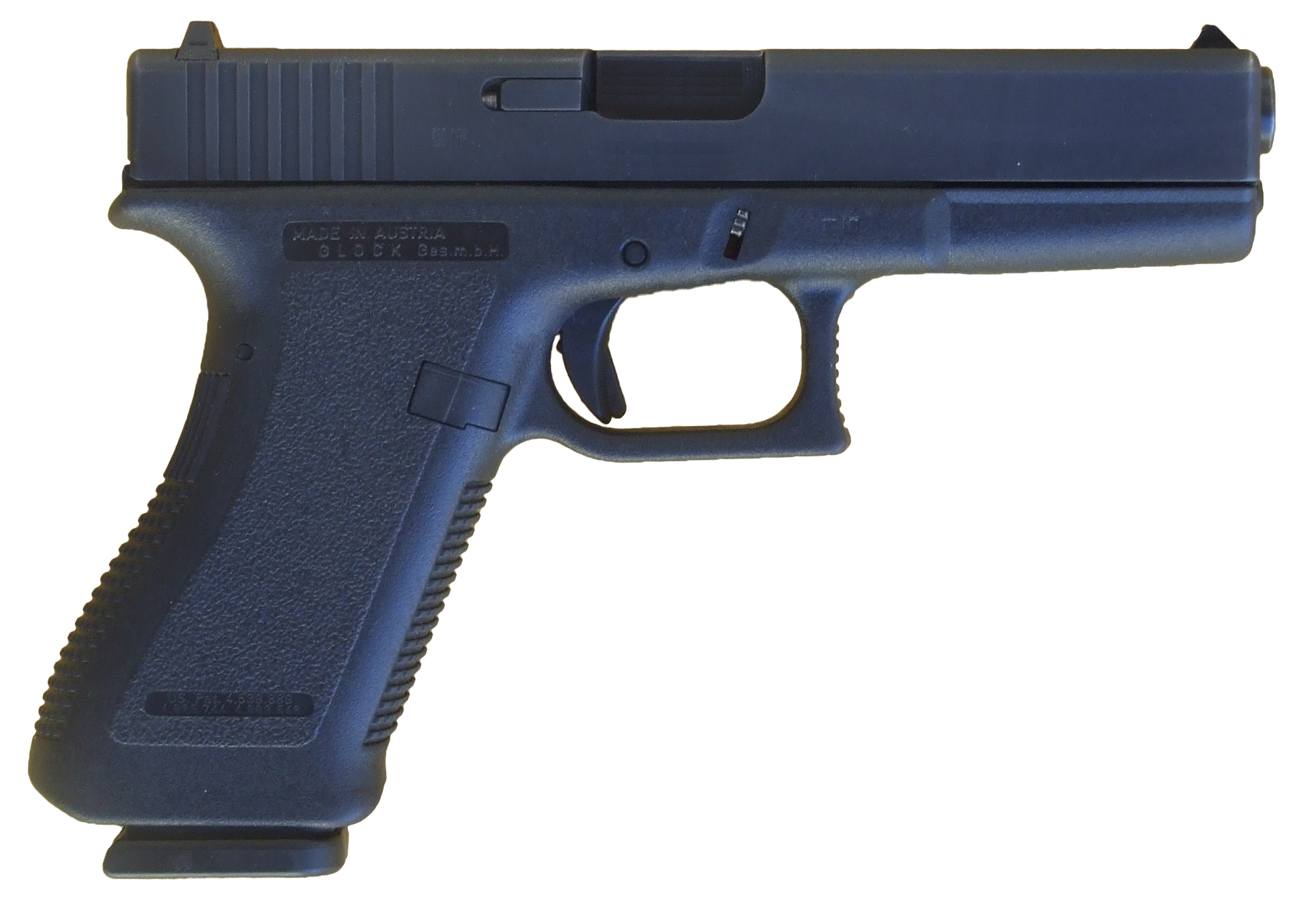
Uma Glock 17 de "segunda geração", identificada pelo padrão quadriculado na talas traseira e frontal de empunhadura e no guarda-mato.

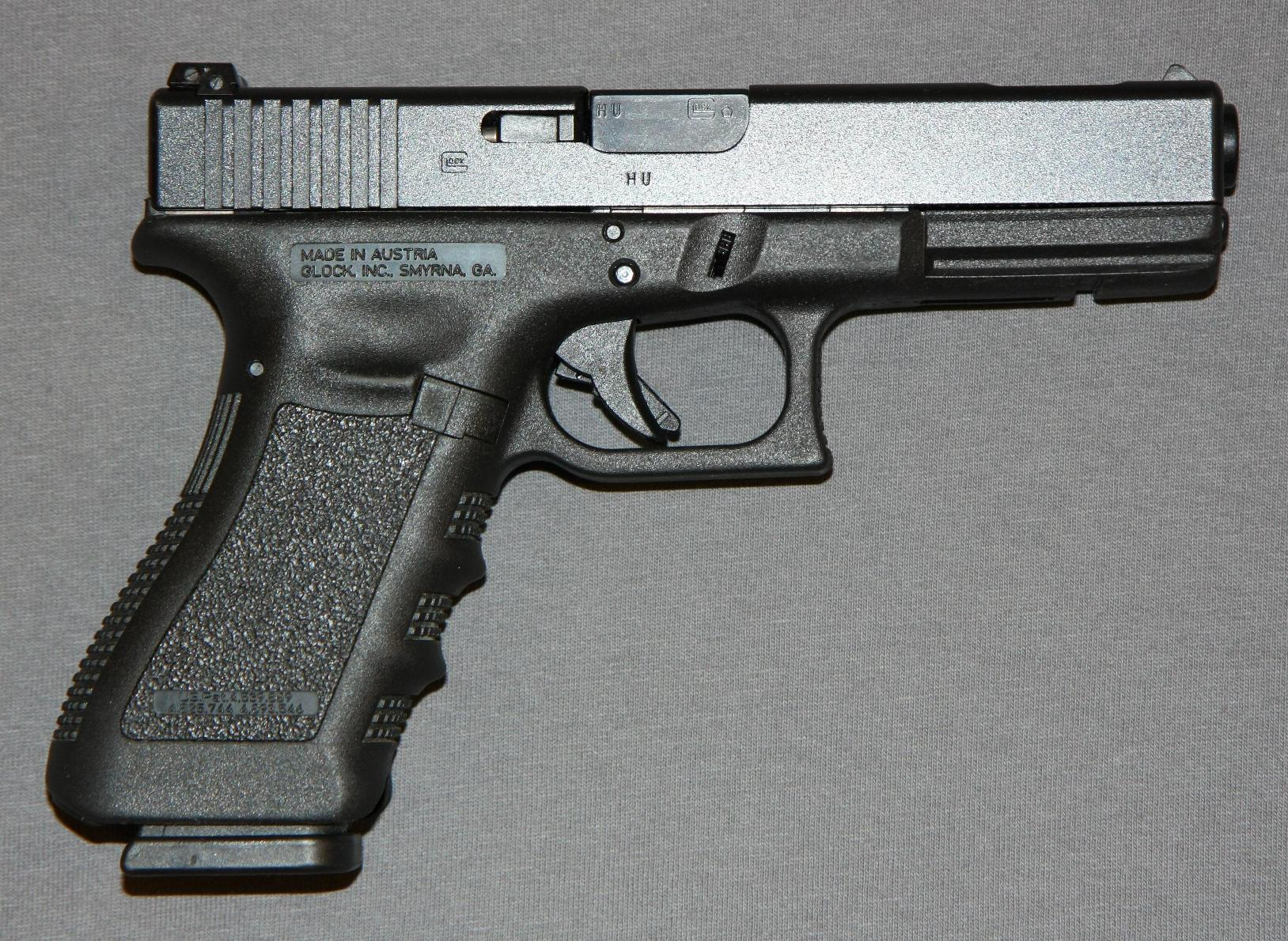
Uma Glock 17C de "terceira geração", identificada pela adição de um pino transversal extra acima do gatilho, sulcos para os dedos, um extrator remodelado que serve como indicador de câmara carregada e um trilho de acessórios.

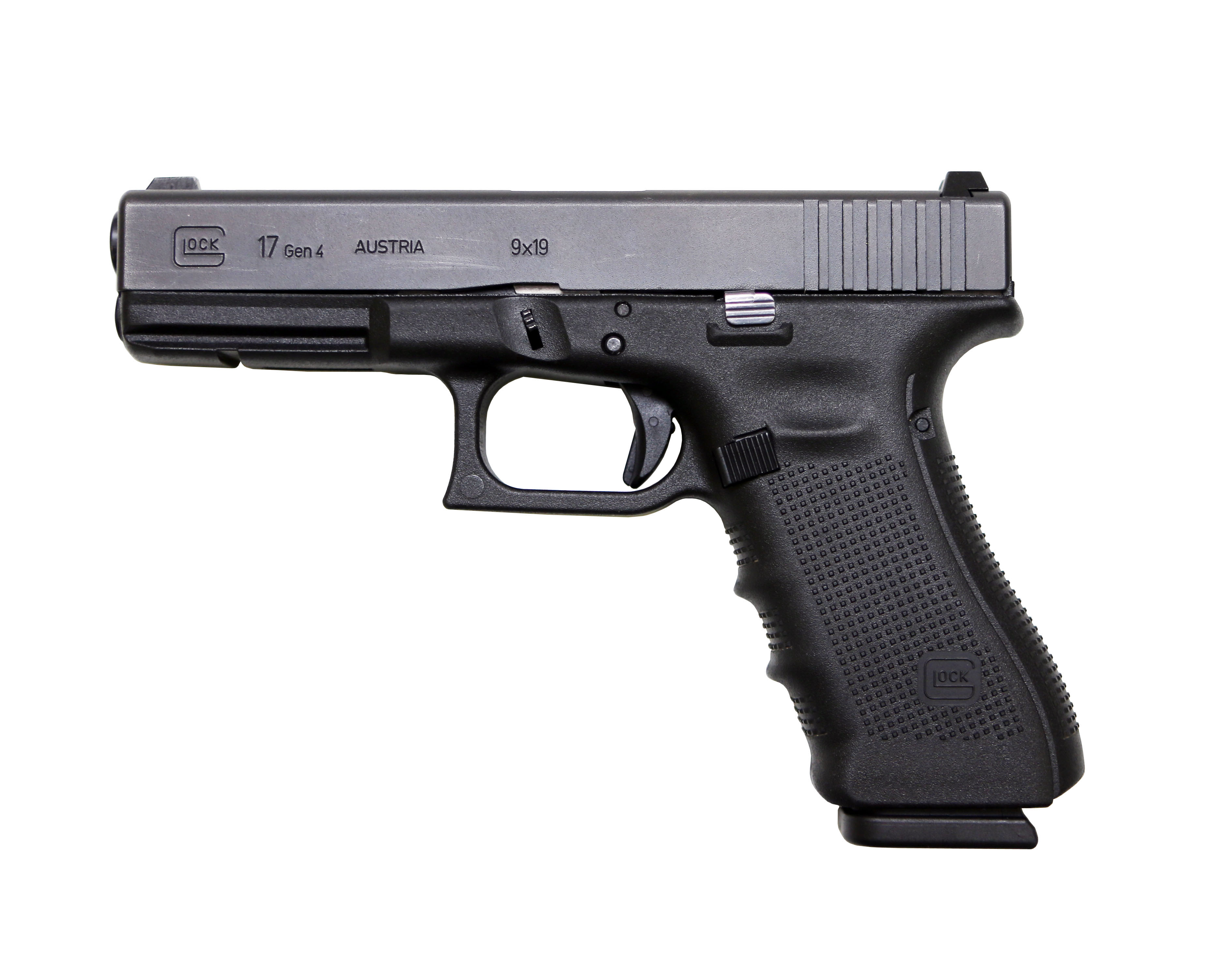
Uma Glock 17 de "quarta geração", identificada por um retém do carregador ampliado e reversível, textura quadriculada áspera na empunhadura, talas traseiras de empunhadura intercambiáveis e "Gen4" marcado no ferrolho.

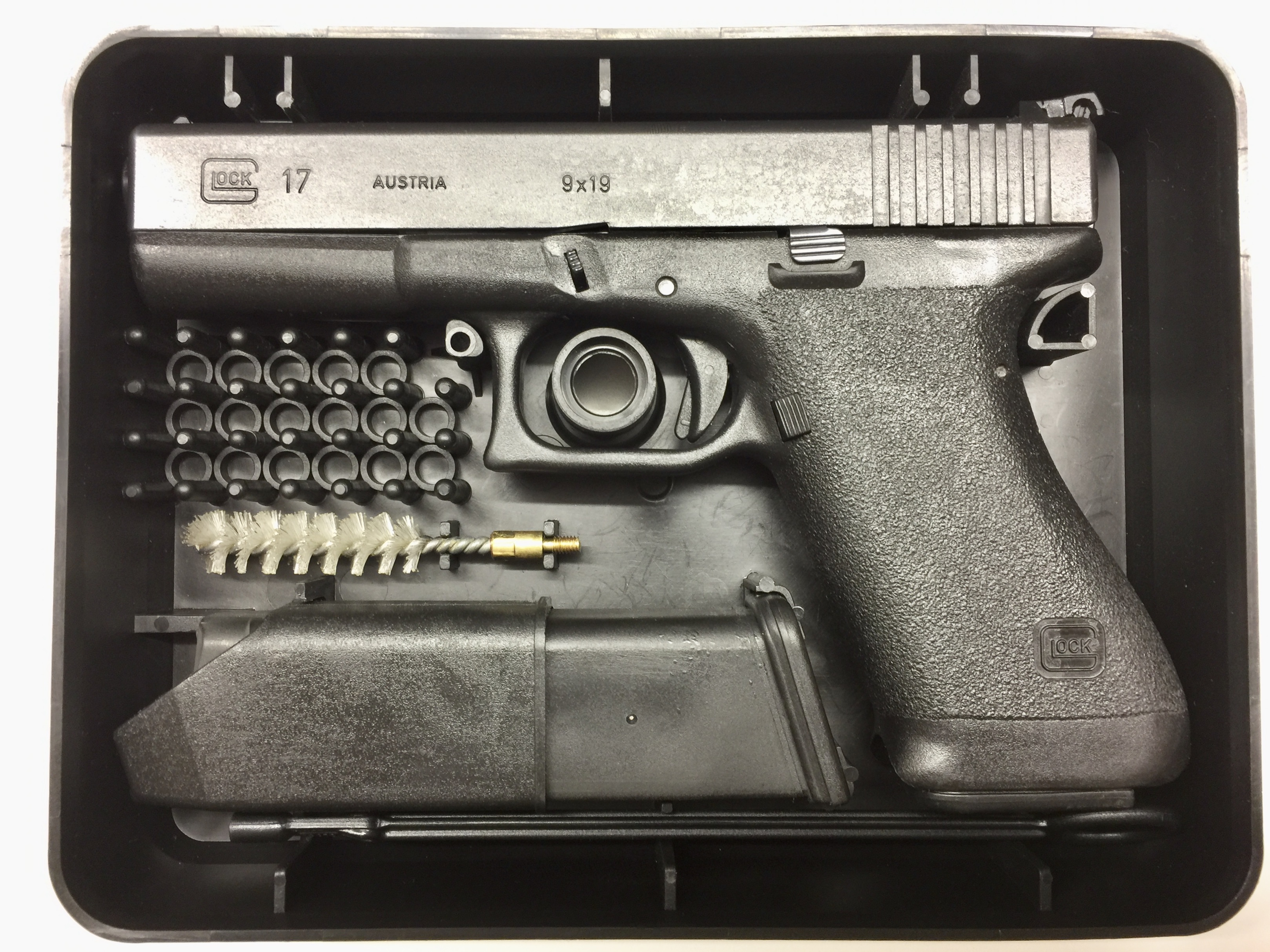
Glock 17 mostrada em antiga caixa do estilo "Tupperware".

Em 1980, as Forças Armadas da Áustria anunciaram que buscariam propostas para uma nova e moderna pistola de serviço para substituir suas pistolas Walther P38, da época da Segunda Guerra Mundial. O Ministério de Defesa austríaco formulou uma lista de dezessete critérios para a pistola de serviço de nova geração, incluindo requisitos de que ela teria que ser semiautomática; disparar o cartucho 9×19mm Parabellum de padrão OTAN; os carregadores não deveriam exigir nenhum meio de assistência para o carregamento; estar protegida contra disparo acidental por choque, impacto e queda de uma altura de 2 m em uma placa de aço. Depois de efetuar 15.000 disparos de munição padrão, a pistola deveria ser inspecionada quanto a desgaste. A pistola então deveria ser usada para disparar um cartucho de sobrepressão gerando 5.000 bar (500 MPa; 73.000 psi). A pressão operacional máxima normal (Pmax) do 9mm NATO é de 2.520 bar (252 MPa; 36.500 psi).
Glock tomou conhecimento da aquisição planejada do exército austríaco e, em 1982, reuniu uma equipe com os principais especialistas em armas de fogo da Europa, pertencentes aos círculos militar, policial e civil de tiro esportivo, para definir as características mais desejáveis em uma pistola de combate. Dentro de três meses, Glock desenvolveu um protótipo funcional que combinava características e mecanismos comprovados de designs de pistola anteriores. Além disso, o plano era fazer uso extensivo de materiais sintéticos e tecnologias modernas de fabricação, para torná-la uma candidata com boa relação custo-benefício.
Várias amostras da Glock 17 (assim chamada porque foi a 17ª patente adquirida pela empresa), de 9×19mm, foram submetidas a testes avaliativos no início de 1982 e, após passar em todos os exaustivos testes de resistência e abuso, a Glock emergiu como a vencedora.
A pistola foi adotada para serviço pelas forças militares e policiais austríacas em 1982 com a designação de P80 (Pistole 80), com um pedido inicial de 25.000 armas. A Glock 17 superou oito diferentes pistolas de cinco outras fabricantes estabelecidas (Heckler & Koch, da Alemanha, ofereceu sua P7M8, P7M13 e P9S; SIG Sauer, da Suíça, ofereceu seus modelos P220 e P226; Beretta, da Itália, apresentou seu modelo 92SB-F; FN Herstal, da Bélgica, propôs uma variante atualizada da Browning Hi-Power; Steyr Mannlicher, uma fabricante nacional, entrou na competição com a GB.)
Os resultados dos testes austríacos despertaram uma onda de interesse na Europa Ocidental e no exterior, especialmente nos Estados Unidos, onde um esforço semelhante para selecionar uma substituta de serviço para a M1911 estava em andamento desde o final dos anos 1970 (conhecido como Joint Service Small Arms Program). No final de 1983, o Departamento de Defesa dos Estados Unidos (DOD) se informou sobre a pistola Glock e recebeu quatro amostras da Glock 17 para avaliação não-oficial. Glock então foi convidado para participar do XM9 Personal Defense Pistol Trials, mas recusou porque as especificações do DOD exigiriam uma reformulação extensiva do equipamento de produção e o fornecimento de 35 amostras de teste em um período de tempo irrealista.
Após testes conjuntos da Noruega e Suécia entre 1983 e 1985, a Glock 17 foi, em 1985, aceita em serviço como "P80" no exército norueguês e, em 1988, como "Pistol 88" nas forças armadas suecas, superando todos os anteriores padrões de durabilidade da OTAN. Como resultado, a Glock 17 tornou-se uma arma secundária padrão classificada pela OTAN e recebeu um NATO Stock Number (1005-25-133-6775). Em 1992, cerca de 350.000 pistolas haviam sido vendidas em mais de 45 países, incluindo 250.000 apenas nos Estados Unidos.
A partir de 2013, as forças armadas britânicas começaram a substituir a pistola Browning Hi-Power pela Glock 17 Gen 4, devido a preocupações com peso e a segurança externa da Hi-Power. Os britânicos preferiram a Glock 17 Gen 4 à Beretta Px4 Storm, FN FNP, Heckler & Koch P30, SIG Sauer P226, Smith & Wesson M&P e Steyr M9-A1 em um programa em que dezenove pistolas de cada modelo, todas com câmara para 9×19mm Parabellum, foram testadas e avaliadas. As Forças Armadas Francesas (FAF), em 2020, começaram a substituir suas pistolas Mac Mle 1950 e, em menor medida, suas pistolas PAMAS G1 por modelos da Glock 17 Gen 5 feitos especificamente para a FAF. Os franceses preferiram a Glock 17 Gen 5 às ofertas da HS2000 e CZ P-10, que também chegaram à fase de seleção final.

### Evolução do produto
A Glock teve seu design básico atualizado várias vezes ao longo de sua história de produção.

#### Modelos de primeira geração
As pistolas Glock de primeira geração (Gen 1) são mais notavelmente reconhecidas por sua empunhadura de "acabamento em pedrinhas", mais suave, e armações sem sulcos para os dedos. O padrão e design da armação da Gen 1 foram usados pela Glock de 1982 a 1988 e são anteriores aos padrões de empunhadura quadriculados usados na segunda geração de pistolas Glock. As primeiras Glock 17s importadas para os EUA foram serializadas com um alfanumérico (prefixo de duas letras seguido de três números) estampado no ferrolho, no cano e em uma pequena placa de metal inserida na parte inferior da armação de polímero. As primeiras Glock 17s documentadas (por número de série) importadas para os Estados Unidos eram da série AF000 em janeiro de 1986, seguida por AH000, AK000 e AL000. Essas primeiras pistolas Glock (Gen 1; com o prefixo do número de série "AF" até "AM") foram também fabricadas com um cano que tinha um diâmetro total menor e paredes mais finas, mais tarde conhecido como "pencil barrel" (em português: cano de lápis). Essas primeiras pistolas Glock 17 de "cano de lápis" são consideradas raras e altamente desejadas por colecionadores de Glock. Os canos foram posteriormente reprojetados com paredes mais grossas, e a fabricação continuou a evoluir e melhorar o design das pistolas Glock.
Muitas das Glocks de primeira geração foram despachadas e vendidas nas icônicas caixas de plástico do estilo "Tupperware". As primeiras caixas da Glock tinham compartimentos de armazenamento de munição que permitiam que dezessete cartuchos 9mm fossem armazenados com a pistola. Esse design de caixa foi posteriormente alterado pela Glock para atender aos requisitos de importação do ATF, e os compartimentos de munição foram removidos.

#### Modelos de segunda geração
Uma atualização para as pistolas Glock envolveu a adição de um padrão quadriculado na parte frontal e traseira da empunhadura e no guarda-mato e serrilhas na parte traseira da empunhadura. Estas versões, introduzidas em 1988, foram informalmente chamadas de modelos de "segunda geração". Para atender a regulamentações estadunidenses do ATF, uma placa de aço com um número de série estampado foi embutida na armação, na frente do guarda-mato. Em 1991, um conjunto da mola recuperadora integrado substituiu o design original de duas peças da mola recuperadora e tubo. O carregador foi ligeiramente modificado, mudando a base deste e equipando a mola com uma inserção de resistência em sua base.[carece de fontes?]

#### Modelos de terceira geração
Em 1998, a armação foi modificada com um trilho de acessórios (chamado de "Universal Glock rail") para permitir a montagem de miras laser, lanternas e outros acessórios. Foram adicionados apoios de polegar em ambos os lados da armação e sulcos para os dedos na frente da empunhadura. As pistolas Glock com essas atualizações são informalmente chamadas de (antigos) modelos de "terceira geração". Modelos posteriores de terceira geração apresentavam adicionalmente um extrator modificado que serve como um indicador de câmara carregada, e o bloco de trancamento foi ampliado, junto com a adição de um pino transversal extra para auxiliar na distribuição das forças de pressão de culatra exercidas pelo bloco de trancamento. Esse pino transversal é conhecido como "pino do bloco de trancamento" e está localizado acima do pino do gatilho.
As armações de polímero dos modelos de terceira geração podem ser pretas, marrons ou verdes-olivas. Além disso, pistolas de treino que não disparam (modelos "P") e pistolas de treino que não disparam e que tem gatilho com reset (modelos "R") têm uma uma armação vermelho-vivo e pistolas de treino adaptadas a Simunition (modelos "T"), uma armação azul-vivo para fácil identificação.
Em 2009, a Glock 22 RTF2 (Rough Textured Frame 2) (com câmara para .40 S&W) foi introduzida. Esta pistola apresentava uma nova textura quadriculada ao redor da empunhadura e novas serrilhas escalopadas (em forma de guelras de peixe) na parte traseira das laterais do ferrolho. Muitos dos modelos existentes foram disponibilizados na versão RTF2, incluindo o 31, 32, 23, 21 e 19. Alguns destes não tinham "guelras de peixe".

#### Modelos de quarta geração
No SHOT Show de 2010, a Glock apresentou a "quarta geração", agora designada de "Gen4" pela própria Glock. Atualizações se concentraram em ergonomia e no conjunto da mola recuperadora. Os dois modelos iniciais de quarta geração anunciados foram a Glock 17 e Glock 22, de tamanho completo, com câmara para os cartuchos 9×19mm Parabellum e .40 S&W, respectivamente. As pistolas foram exibidas com uma armação de textura áspera modificada, empunhadura quadriculada e talas traseiras de empunhadura intercambiáveis de diferentes tamanhos. "Gen4" está marcado no ferrolho, ao lado do número de modelo, para identificar as pistolas de quarta geração.[carece de fontes?]
O tamanho básico de empunhadura das pistolas Glock de quarta geração é ligeiramente menor em comparação com o design anterior. Um punção é fornecido para remover o pino do alojamento do gatilho padrão e substituí-lo pelo pino transversal mais longo, necessário para montar a tala traseira de empunhadura média ou grande, que aumentará a distância do gatilho em 2 mm (0,079 pol.) ou 4 mm (0,16 pol.). Com a tala traseira de empunhadura média instalada, o tamanho da empunhadura é idêntico ao das pistolas de terceira geração. Os reténs do carregador são ampliados e reversíveis para uso canhoto. Para usar o recurso de retém do carregador intercambiável, os carregadores Glock de quarta geração têm um corte em ambos os lados de seu corpo. Versões anteriores dos carregadores não se prenderão nas pistolas Gen4 se o usuário tiver movido o retém do carregador para ser operado por um usuário canhoto. Carregadores Gen4 funcionarão em modelos mais antigos.
Mecanicamente, pistolas Glock de quarta geração são equipadas com um conjunto duplo da mola recuperadora para ajudar a reduzir o recuo e aumentar a expectativa de vida útil. Modelos da Glock subcompactos anteriores, como a Glock 26 e a Glock 30, já usavam um conjunto duplo da mola recuperadora, que foi levado para as versões de quarta geração desses modelos. O ferrolho e o cano foram redimensionados, e a parte frontal da armação de polímero foi alargada e internamente aumentada para acomodar o conjunto duplo da mola recuperadora. O alojamento do mecanismo do gatilho também foi modificado para caber no espaço da empunhadura, agora menor.
A introdução de pistolas Glock de quarta geração continuou em julho de 2010, quando a Glock 19 e Glock 23, as versões "compactas" da Glock 17 e Glock 22, tornaram-se disponíveis para varejo. No final de 2010, a Glock continuou a introdução de modelos de quarta geração com as variantes "subcompactas" Glock 26 e Glock 27.
Em janeiro de 2013, mais pistolas Glock de quarta geração foram introduzidas comercialmente durante o anual SHOT Show, incluindo a Glock 20 Generation 4, junto com outros modelos de Glock de quarta geração. 

#### Programa de troca do conjunto da mola recuperadora de 2011
Em setembro de 2011, a Glock anunciou um programa de troca da mola recuperadora no qual a fabricante voluntariamente se oferece para trocar os conjuntos da mola recuperadora de suas pistolas de quarta geração (com exceção dos modelos "subcompactos" Glock 26 e Glock 27) vendidas antes de 22 de julho de 2011 sem nenhum custo "para garantir que nossos produtos tenham um desempenho de acordo com os rigorosos padrões da GLOCK", segundo a empresa.

#### Série M
Em 29 de junho de 2016, o Federal Bureau of Investigation (FBI), dos Estados Unidos, concedeu um contrato à Glock para fornecer novas pistolas de serviço com câmara para 9×19mm Parabellum. As especificações da solicitação desviaram-se das especificações dos modelos de quarta geração da Glock.
Em agosto de 2016, o Indianapolis Metropolitan Police Department (IMPD) iniciou um treinamento com um lote de pistolas Glock 17M. A diferença mais óbvia destas para os modelos da Glock de terceira e quarta geração, em imagens publicadas, é a omissão de sulcos para os dedos na empunhadura. O IMPD emitiu um recall voluntário da Glock 17M após falhas encontradas durante o disparo seco das pistolas no treinamento. De acordo com o major Richard Riddle com o IMPD: "Glock está trabalhando para corrigir o problema e nós esperamos começar a emitir as novas [17Ms] logo em dezembro".

#### Modelos de quinta geração
Em agosto de 2017, a Glock apresentou a "quinta geração", ou "Gen5". As alterações se concentraram em ergonomia e na melhoria de confiabilidade. Muitas partes das pistolas Glock de quinta geração não podem ser trocadas com as de gerações anteriores. Os dois modelos de quinta geração anunciados foram a Glock 17 e a Glock 19, ambos com câmara para 9×19mm Parabellum. Algumas mudanças conspícuas nos modelos de quinta geração são: reténs do ferrolho ambidestros, acabamento de superfície nDLC (Diamond-Like Carbon) para cano e ferrolho, um cano com um estilo revisado de estriamento poligonal (chamado de "Glock Marksman Barrel" pela Glock), uma coroa do cano recuada mais profunda, omissão dos sulcos para os dedos na empunhadura, abertura para carregador ampliada e reintrodução de um recorte (em forma de meia-lua) na parte frontal inferior da empunhadura. O pino do bloco de trancamento, localizado acima do pino do gatilho e que foi introduzido na terceira geração, foi omitido. Muitas partes internas foram alteradas de forma menos evidente. "Gen 5" está marcado no ferrolho, ao lado do número de modelo, para identificar as pistolas de quinta geração. O ferrolho Gen 5 pode apresentar serrilhas frontais (FS) para fornecer uma escolha adicional de superfície de tração tátil. Os carregadores também foram alterados para os modelos de quinta geração. As bases de carregador redesenhadas apresentam uma borda saliente frontal para oferecer empunhadura para extração manual assistida, e a mesa transportadora tornou-se laranja para facilitar a identificação visual.

## Detalhes do design

### Mecanismo operacional

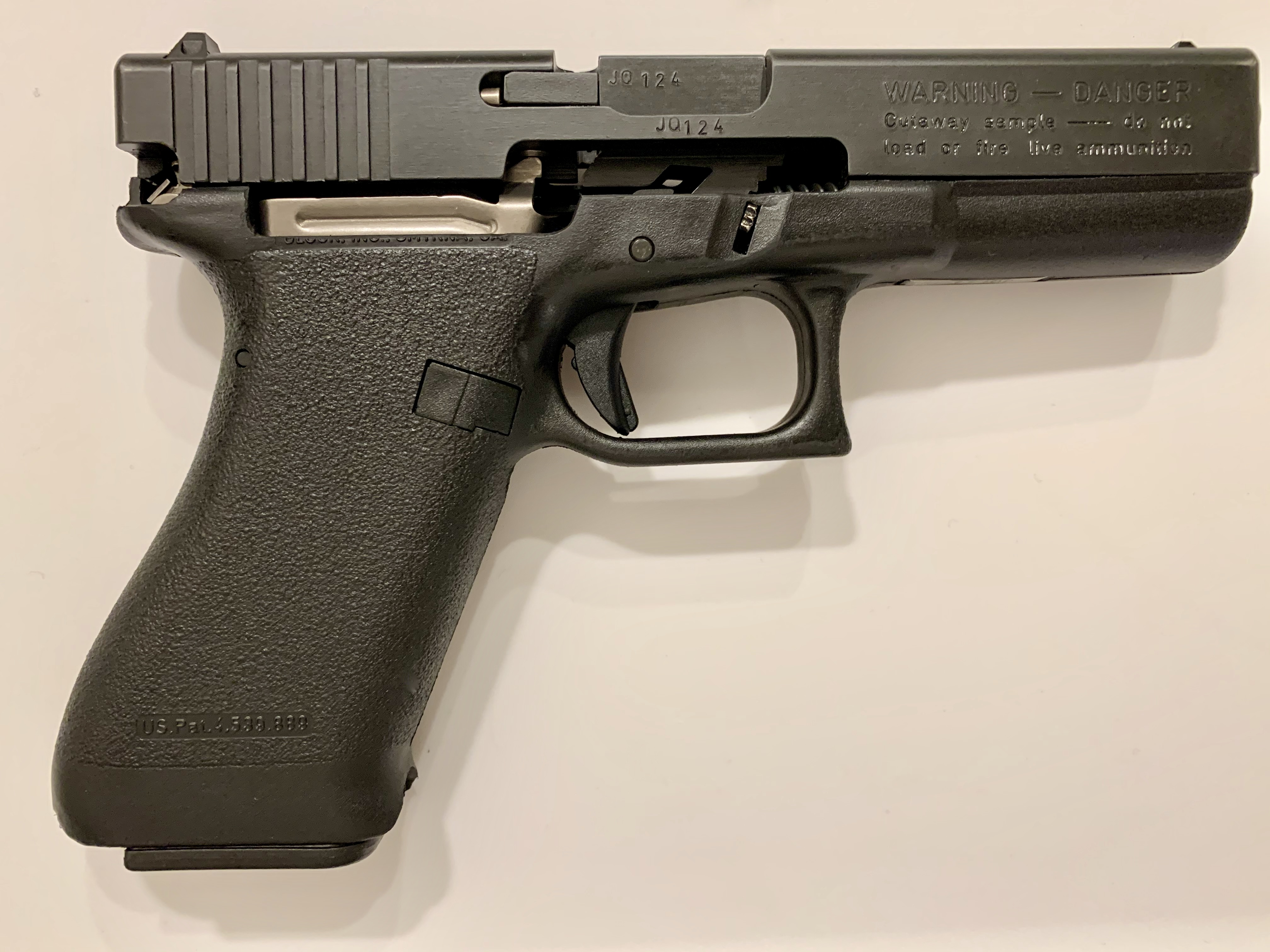
Uma muito rara Glock 17 "Cutaway" de "primeira geração", usada para demonstrações e treinamento de agências de segurança pública na década de 1980.

A Glock 17 é uma pistola semiautomática 9mm de recuo curto e de culatra bloqueada que usa um modificado sistema Browning de trava por came, adaptado da pistola Hi-Power. O sistema de trancamento da pistola usa um cano de inclinação vertical sem elos com uma culatra retangular que trava na janela de ejeção do ferrolho. Durante o recuo, o cano se move para trás inicialmente travado junto ao ferrolho por cerca de 3 mm (0,12 pol.) até que o projétil deixe o cano e a pressão da câmara caia para um nível seguro. Uma extensão em rampa na base do cano então interage com o bloco de trancamento, integrado na armação, forçando o cano para baixo e destravando-o do ferrolho. Essa ação termina o movimento do cano, enquanto o ferrolho continua se movendo para trás sob recuo, extraindo e ejetando a cápsula do cartucho deflagrado. O ciclo de contrarrecuo e o movimento retrógrado ininterrupto do ferrolho são característicos do sistema Browning.
Pistolas Glock incorporam uma série de recursos destinados a aumentar sua confiabilidade em condições adversas, como a utilização de revestimentos de metal avançados, "esboços" de guias de ferrolho em vez de trilhos de armação verdadeiros e um mecanismo de engatilhamento incomum em que o gatilho é parcialmente responsável por armar o percussor. Ao depender parcialmente da força do dedo do gatilho do atirador para armar o percussor, a Glock reduz efetivamente a força exercida sobre a mola recuperadora conforme o ferrolho avança para a posição trancada, enquanto quase todas as outras pistolas de percussor lançado no mercado dependem totalmente da mola recuperadora para armar o percussor. Este design dá à mola recuperadora menos tarefas conforme a ação cicla, ajudando a garantir que energia suficiente esteja disponível para retirar um novo cartucho do carregador e atingir o trancamento completo, mesmo com a culatra, câmara e/ou carregador muito sujos. Por essas e outras razões, pistolas Glock são comumente consideradas umas das pistolas semiautomáticas de percussor lançado mais confiáveis disponíveis, com alguns testes independentes tendo mostrado uma Glock tomando a dianteira sobre uma SIG Sauer P320 em um teste de confiabilidade molhada/seca, embora esta última tenha sido selecionada como a vencedora da competição MHS, do exército dos EUA.

### Características

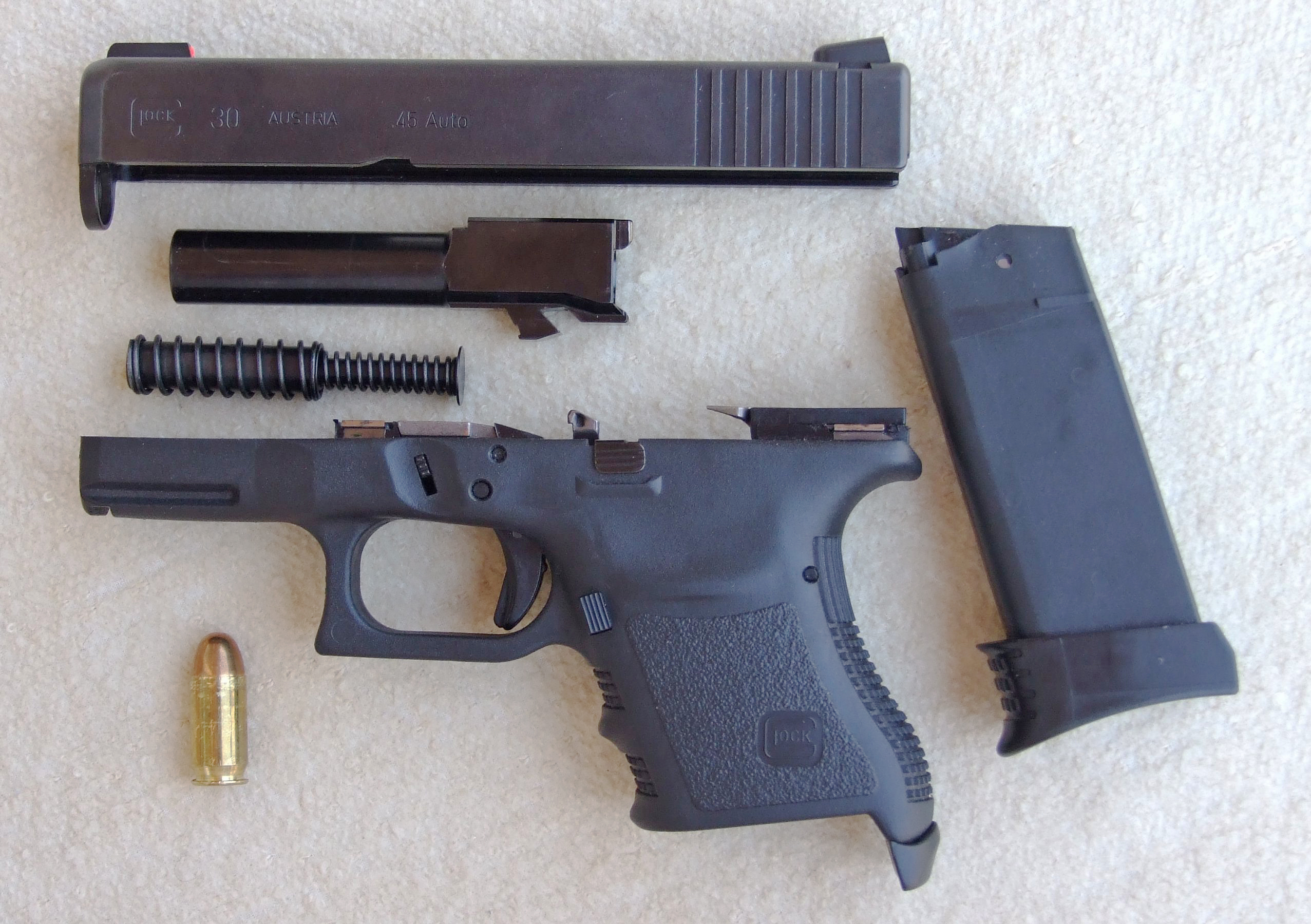
Uma Glock 30, subcompacta, desmontada em suas partes principais, juntamente com um cartucho .45 ACP.

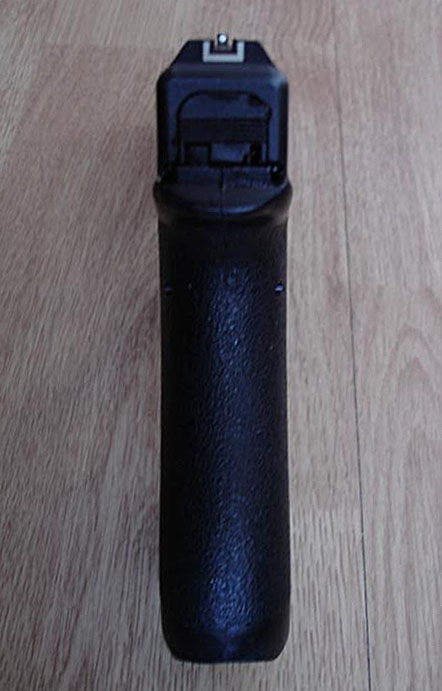
Jogo de mira padrão de uma Glock 17 de "primeira geração".

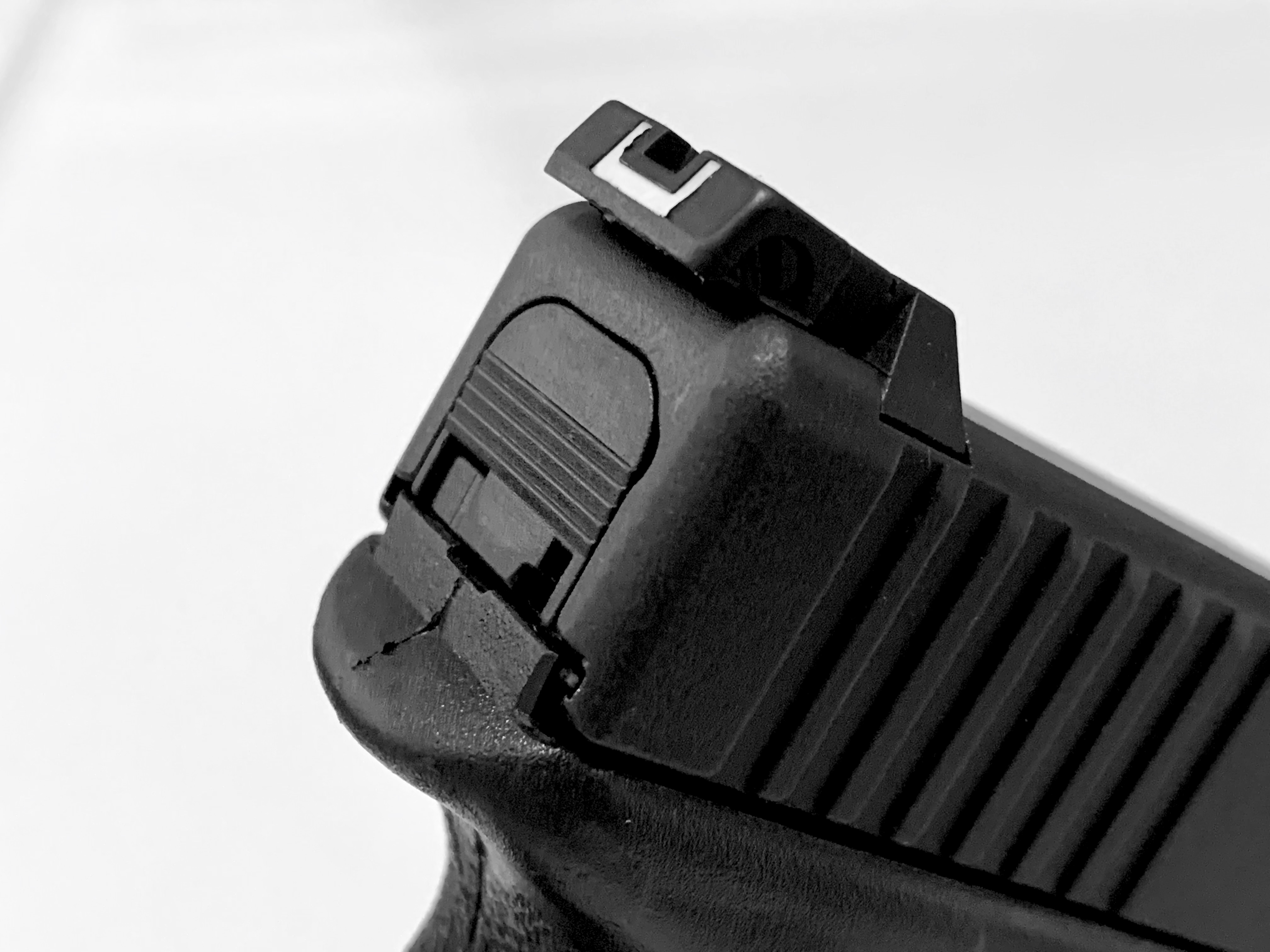
Alça de mira ajustável "weekend" da Glock.

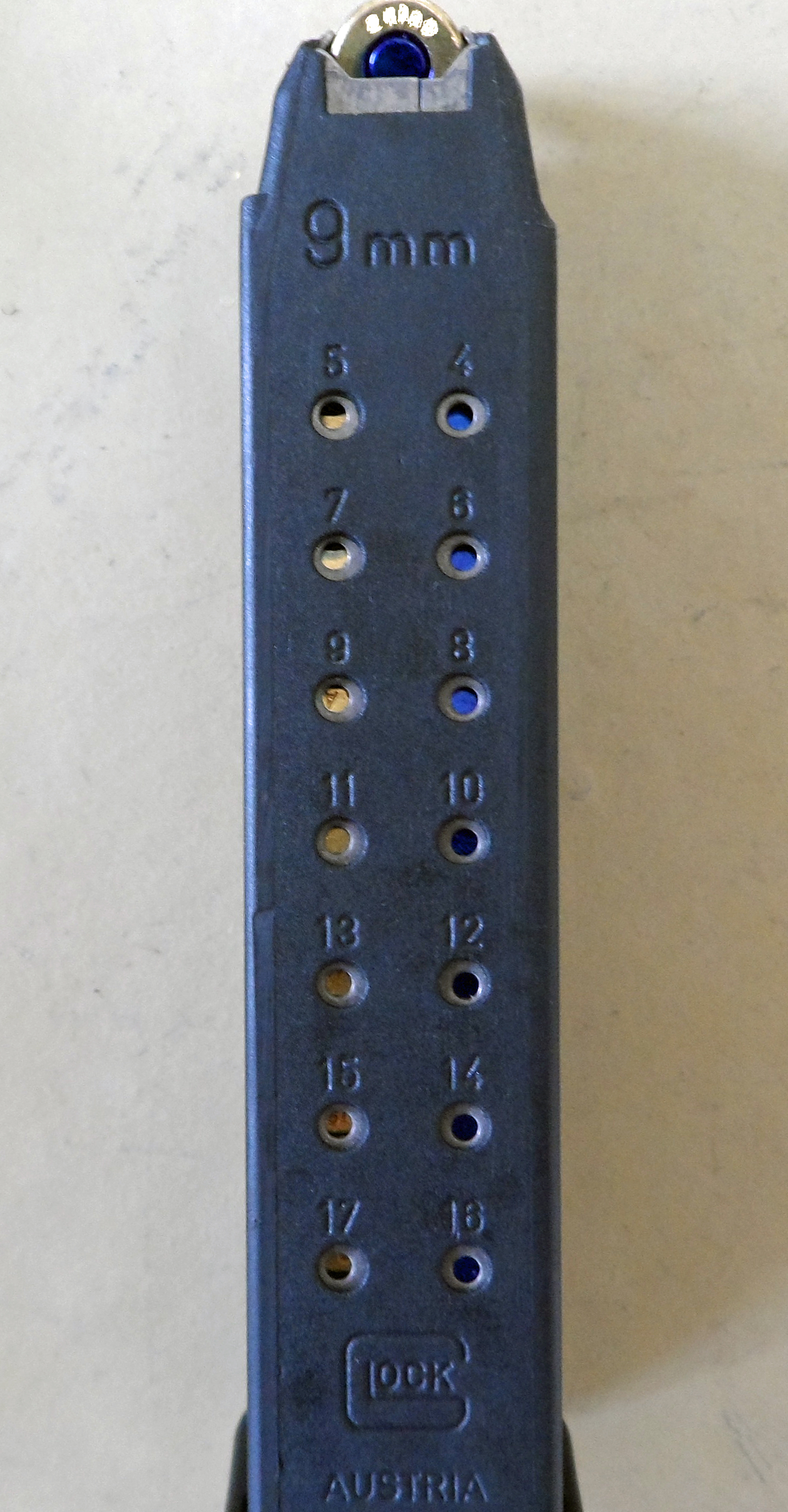
Carregador de sete cartuchos 9×19mm Parabellum da Glock. Os orifícios numerados na parte traseira indicam visualmente quantos cartuchos estão contidos no carregador.

O ferrolho apresenta um extrator de garra acionado por mola, e o ejetor, de metal estampado, é preso ao alojamento do mecanismo do gatilho. Pistolas produzidas após 2002 têm um extrator remodelado que serve como indicador de câmara carregada. Quando um cartucho está presente na câmara, uma borda de metal tátil se projeta ligeiramente para fora, logo atrás da janela de ejeção, no lado direito do ferrolho. O mecanismo do gatilho apresenta um percussor com mola que é armado em dois estágios, acionado por esta. A mola do percussor padrão é avaliada em 24 N (5,4 lbf), mas, usando uma mola modificada, pode ser aumentada para 28 N (6,3 lbf) ou 31 N (7,0 lbf). Quando a pistola está engatilhada, o percussor fica na posição meio-armada. Quando o gatilho é puxado, o percussor é totalmente armado. No final de seu curso, a barra do gatilho é inclinada para baixo pelo conector, liberando o percussor para disparar o cartucho. O conector então restabelece a barra do gatilho para que o percussor seja capturado na posição meio-armada, no final do ciclo de disparo. Este mecanismo de gatilho é referido como "Safe Action" pela fabricante. O conector garante que a pistola só possa disparar semiautomaticamente.
O gatilho padrão, de dois estágios, tem um curso de 12,5 mm (0,49 pol.) e é avaliado em 25 N (5,6 lbf), mas, usando um conector modificado, pode ser aumentado para 35 N (7,9 lbf) ou reduzido para 20 N (4,5 lbf). Em resposta a um pedido feito por agências de segurança pública estadunidenses para um gatilho de dois estágios com maior força de puxada, a Glock apresentou o módulo de gatilho NY1 (New York), que apresenta uma mola plana em um alojamento de plástico e que substitui a mola helicoidal da barra do gatilho padrão. Esta modificação de gatilho está disponível em duas versões: NY1 e NY2, que são avaliadas em 25 N (5,6 lbf) a 40 N (9 lbf) e 32 N (7,2 lbf) a 50 N (11,2 lbf), respectivamente, e que exigem cerca de 20 N (4,5 lbf) a 30 N (6,7 lbf) de força para desengatar as travas de segurança e outros 10 N (2,2 lbf) a 20 N (4,5 lbf) no segundo estágio para efetuar um disparo.
A armação, corpo do carregador e vários outros componentes da Glock são feitos de um polímero de alta resistência à base de náilon inventado por Gaston Glock, chamado "Polymer 2". Este plástico foi especialmente formulado para fornecer maior durabilidade e é mais resistente que aço carbono e a maioria das ligas de aço. O Polymer 2 é resistente a impacto, líquidos cáusticos e temperaturas extremas onde estruturas tradicionais de aço/liga se deformariam e se tornariam quebradiças. A armação, moldada por injeção, contém quatro trilhos-guias de aço temperado para o ferrolho: dois na parte traseira da armação e o par restante acima e na frente do guarda-mato. O guarda-mato em si é, na frente, quadrado e apresenta uma textura quadriculada. A empunhadura tem um ângulo de 109° e uma superfície antiderrapante pontilhada nas laterais e nas talas traseira e frontal. A armação aloja o bloco de trancamento, que é uma fundição de investimento que engata uma superfície de 45° na saliência inferior do cano. O bloco é retido na armação por um pino axial de aço, que segura o gatilho e o retém do ferrolho. O alojamento do gatilho é preso à armação por meio de um pino de polímero. Uma peça de metal prensado acionada por mola serve como o retém do ferrolho, que é protegido contra manipulação não intencional por uma proteção elevada moldada na armação.
A pistola Glock tem um perfil de ferrolho relativamente baixo, o que mantém o eixo do cano próximo à mão do atirador e torna a pistola mais confortável para atirar, reduzindo a elevação do cano e permitindo uma recuperação mais rápida da mira em sequências de disparo rápidas. O ferrolho, retangular, é fresado a partir de um único bloco de aço bélico usando maquinário CNC. O cano e o ferrolho passam por dois processos de endurecimento antes de tratamento com um processo de nitretação patenteado denominado "Tenifer". O tratamento Tenifer é aplicado em um banho de nitrato a 500°C. O acabamento Tenifer tem entre 0,04 e 0,05 mm (0,0016 e 0,0020 pol.) de espessura e é caracterizado por extrema resistência a desgaste e corrosão; ele penetra no metal, e peças tratadas têm propriedades semelhantes, mesmo abaixo da superfície até uma certa profundidade.
O processo Tenifer produz uma superfície de cor cinza fosca não ofuscante com 64 de dureza Rockwell C e uma resistência de 99% à corrosão por água salgada (o que atende ou excede as especificações do aço inoxidável), tornando a Glock particularmente adequada para indivíduos que portam a pistola velada, pois o acabamento altamente resistente a cloreto permite que pistola suporte melhor os efeitos do suor. Peças de aço da Glock que usam o tratamento Tenifer são mais resistentes à corrosão do que peças de armas análogas com outros acabamentos ou tratamentos, incluindo Teflon, oxidação negra, cromagem a duro ou fosfatos. Durante 2010, a Glock mudou do processo Tenifer de nitretação em banho de sal para um processo de nitretação a gás não exatamente divulgado. Após a aplicação do processo de nitretação, é aplicado um acabamento decorativo de superfície preto parquerizado. O subjacente tratamento de nitretação permanecerá, protegendo essas peças mesmo se o acabamento decorativo de superfície se desgastar.
Uma Glock 17 de produção atual consiste em 34 peças. Para manutenção, a pistola é desmontada em cinco grupos principais: cano, ferrolho, armação, carregador e conjunto da mola recuperadora. A arma de fogo foi projetada para disparar o cartucho de pistola 9×19mm Parabellum, mas pode usar munição +P (pressão aumentada), de alta potência, com projéteis jaquetados ou de ponta oca.

### Cano
O cano, forjado a martelo, tem um estriamento poligonal do tipo fêmea com uma torção à direita. A estabilização do projétil não se dá por meio de estriamento convencional, utilizando ranhuras e sulcos, mas sim por meio de um perfil poligonal constituído por uma série de seis ou oito segmentos não circulares interconectados (apenas canos de .45 ACP e .45 GAP possuem estriamento poligonal octogonal). Cada segmento rebaixado dentro do cano é o equivalente a um sulco em um cano convencional. Assim, o interior do cano consiste em suaves arcos de aço, em vez de fendas bem-definidas.
Em vez de usar uma tradicional máquina de brochamento para cortar o estriamento na alma do cano, o processo de forjamento a martelo envolve bater um mandril que gira lentamente através da alma para obter a forma hexagonal ou octogonal. Como resultado, a espessura do cano na área de cada sulco não é comprometida como em canos convencionais de corte quadrado. Isto tem a vantagem de fornecer uma melhor vedação de gás atrás do projétil, pois a alma tem um diâmetro ligeiramente menor, o que se traduz em uso mais eficiente dos gases de combustão presos atrás do projétil, velocidades de saída ligeiramente maiores e maior precisão e facilidade de manutenção.
As novas linhas de pistolas Glock — ou seja, Gen5, G42/43 — são equipadas com o cano Glock Marksmanship Barrel, ou GMB. Enquanto em canos mais antigos era um tanto difícil de identificar um projétil como vindo de um cano específico com confiabilidade alta o suficiente para uso probatório, os novos canos GMB são projetados de forma diferente. Um estudo recente de Stephen Christen e Hans Rudolf Jordi, publicado pela Forensic Science International em fevereiro de 2019, mostra que os novos canos GMB deixam marcações mais identificáveis no projétil disparado. Estas marcas foram mais facilmente identificadas do que marcações de cano da pistola anteriores e foram suficientes para ligar de maneira confiável um projétil a um cano específico. O estudo utilizou um microscópio comparador e um ABIS (Evofinder).

### Segurança
Pistolas Glock carecem de uma tradicional alavanca de segurança liga-desliga, o que a Glock comercializa como uma vantagem, especialmente para departamentos de polícia, visto que o usuário pode atirar imediatamente sem manipular separadamente uma trava de segurança. Em vez disso, as pistolas foram projetadas com três mecanismos de segurança independentes para evitar disparo acidental. O sistema, designado de "Safe Action" pela Glock, consiste em uma trava do gatilho integrada externa e duas travas de segurança automáticas internas: uma trava do percussor e uma trava contra quedas. A trava de segurança externa é uma pequena alavanca interior contida no gatilho. Pressionar a alavanca ativa a barra do gatilho e o conector. A trava do percussor é um pino de aço endurecido que, no estado seguro, bloqueia o canal do percussor (desativando o percussor em seu eixo longitudinal). Ela é empurrada para cima para liberar o percussor para disparo apenas quando o gatilho é acionado e a trava é empurrada para cima através do movimento retrógrado da barra do gatilho. A trava contra quedas guia a barra do gatilho em uma rampa que é liberada somente quando pressão para trás direta é aplicada ao gatilho. Os três mecanismos de segurança são desengatados automaticamente, um após o outro, quando o gatilho é pressionado e são reativados automaticamente quando o gatilho é liberado.
Em 2003, a Glock anunciou o recurso de segurança Internal Locking System (ILS). O ILS é uma tranca manualmente ativada localizada na parte de trás da empunhadura. Ele tem um design cilíndrico e, de acordo com a Glock, cada chave é única. Quando ativada, a tranca faz com que uma aba se projete na parte traseira da empunhadura, dando uma indicação visual e tátil sobre se a tranca está engatada ou não. Quando ativado, o ILS torna a Glock impossível de disparar, além de impossibilitar sua desmontagem. Quando desengatado, o ILS não adiciona mais mecanismos de segurança à pistola Glock. O ILS é disponível como opção na maioria das pistolas Glock. As pistolas Glock não podem ser reequipadas para acomodar o ILS. A tranca é produzida em fábrica na Áustria e enviada como um pedido especial.

### Alimentação
A Glock 17 alimenta-se de carregadores bifilares que têm uma capacidade de 17 cartuchos (que pode ser ampliada para 19 com uma base de carregador opcional) ou carregadores de alta capacidade opcionais, de 24 ou 33 cartuchos. Para jurisdições que restringem a capacidade de carregador a 10 cartuchos, a Glock oferece carregadores monofilares de 10 cartuchos. Os carregadores são feitos de aço e sobremoldados com plástico. Uma mola de aço impulsiona uma mesa transportadora de plástico. Depois que o último cartucho é disparado, o ferrolho permanece aberto no retém do ferrolho. A alavanca do retém do ferrolho está localizada no lado esquerdo da armação, diretamente abaixo do ferrolho, e pode ser manipulada pelo polegar de um atirador destro.
Carregadores da Glock são intercambiáveis entre modelos do mesmo calibre, o que significa que uma pistola compacta ou subcompacta aceita carregadores projetados para pistolas maiores com câmara para o mesmo cartucho. No entanto, carregadores projetados para modelos compactos e subcompactos não funcionam em pistolas maiores porque não são altos o suficiente para alcançar o retém do ferrolho e do carregador. Por exemplo, a Glock 26, subcompacta, aceita carregadores da Glock 17, de tamanho completo, e da Glock 19, compacta, mas a Glock 17 não aceita carregadores da Glock 19 ou da Glock 26, menores. Os carregadores da Glock 36, da Glock 42, da Glock 43 e da Glock 44 são únicos; elas não podem usar carregadores destinados a outro modelo, nem podem ter seus carregadores usados em outros modelos.

### Miras
As primeiras pistolas Glock enviadas ao Estados Unidos, em 1985, não cumpriram o requisito de "pontos" de importação do ATF, exigindo que a Glock desenvolvesse rapidamente uma alça de mira ajustável, que permitiu que as pistolas fossem importadas e vendidas comercialmente em 1986. Acredita-se que esta alça de mira ajustável tenha sido projetada e criada durante um fim de semana (em inglês: weekend) para que atendesse aos requisitos de importação do ATF e, por isso, foi apelidada de "mira weekend". Estas alças de mira ajustáveis de primeira geração estendiam-se além do ferrolho e eram suscetíveis a quebrar.
Mais comumente hoje, a Glock 17 tem um jogo de mira fixo de polímero do tipo combate, que consiste em uma massa de mira em rampa e uma alça de mira denteada, com elementos de contraste brancos pintados para aumentar a velocidade de aquisição de alvo – um ponto branco na massa de mira e uma borda retangular na alça de mira. Algumas alças de mira mais recentes podem ser ajustadas para windage (em certos modelos; devido às miras de windage não virem como padrão de fábrica), pois têm um grau de movimento lateral no trilho dovetail em que são montadas. Três outras configurações de alça de mira são disponíveis além da mira padrão, de 6,5 mm (0,26 pol.) de altura: uma mira de impacto mais baixa, de 6,1 mm (0,24 pol.), e duas versões de impacto mais altas – 6,9 mm (0,27 pol.) e 7,3 mm (0,29 pol.).

### Acessórios
Acessórios da pistola Glock disponíveis de fábrica incluem vários dispositivos para iluminação tática, como uma série de "Glock tactical lights", montadas no trilho frontal, com uma lanterna tática branca e uma mira laser visível opcional. Uma versão alternativa da lanterna tática que usa uma lanterna e mira laser infravermelhas invisíveis é disponível, projetada para ser usada com um dispositivo de visão noturna infravermelho. Outro acessório de iluminação é um adaptador que permite a montagem de uma lanterna na parte inferior de um carregador.
Coldres de polímero em várias configurações e bolsos de carregador correspondentes são disponíveis. Além disso, a Glock produz gatilhos, molas recuperadoras, reténs do ferrolho e do carregador e arruelas de mola marítimas opcionais. Arruelas de mola marítimas são projetadas para permitir que a pistola seja disparada imediatamente após ser submersa em água. Elas apresentam aberturas adicionais que permitem que os líquidos fluam e escapem ao seu redor, oferecendo maior confiabilidade quando água penetra no canal do conjunto do percussor.
Bases de carregador que expandem a capacidade dos carregadores padrão em dois cartuchos são disponíveis para modelos com câmara para os cartuchos 9×19mm Parabellum, .45 GAP, .40 S&W, .357 SIG e .380 ACP. Além do jogo de mira de polímero não ajustável padrão, três jogos de mira alternativos são oferecidos pela Glock. Estes consistem em uma alça ajustável e massa de mira de aço iluminadas por trítio.